# Lijst van burgemeesters van Egmond aan Zee
Dit is een lijst van burgemeesters van de voormalige Nederlandse gemeente Egmond aan Zee tot de fusie met Egmond-Binnen tot de gemeente Egmond in 1978.
| Ambtsperiode | Naam burgemeester                    | Partij of stroming | Bijzonderheden |
| ------------ | ------------------------------------ | ------------------ | --- |
| 18?? - 1836  | Christiaan van Egmond (ca.1774-1836) |                    | tevens burgemeester van Egmond-Binnen en Wimmenum                                                                 |
| 1837 - 1853  | P. Nierop                            |                    | |
| 1853 - 1883  | Samuel Cornelis Simon Holland        |                    | tevens burgemeester van Egmond-Binnen (1837-1883), Bergen (1852-1883) en Wimmenum (1837?-1857)                    |
| 1883 - 1910  | Pieter Pranger                       |                    | tevens burgemeester van Egmond-Binnen, eerder burgemeester van Aalsmeer                                           |
| 1910 - 1941  | C.J. Eyma                            |                    | |
| 1941 - 1943  | Jan (G.J.H.) Fijn                    | NSB                | tevens burgemeester van Egmond-Binnen en vanaf 1942 wnd burgemeester van Bergen, later burgemeester van Hilversum |
| 1945 - 1960  | Martinus (M.) Niele                  |                    | tot 1 mei 1946 waarnemend, tevens (waarnemend) burgemeester van Egmond-Binnen                                     |
| 1961 - 1978  | A.G. Bakker                          | KVP                | tevens burgemeester van Egmond-Binnen, eerder burgemeester van Oudorp, later burgemeester van Egmond              |

## Fotogalerij

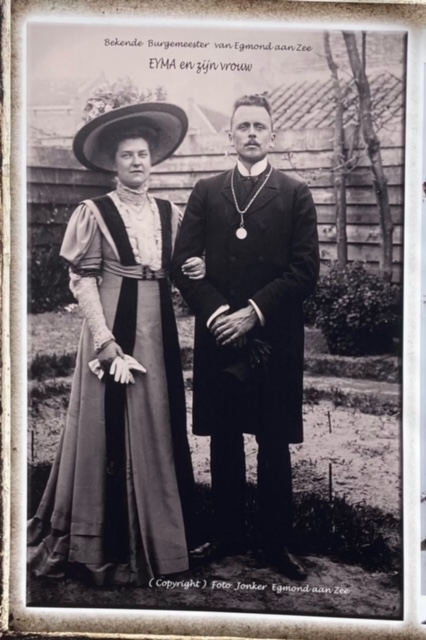
Burgemeester Cornelis Johannes Eyma en echtgenote Anna Eyma-Boeke. (Waarschijnlijk bij inhuldiging in 1910) (bron: Foto Jonker, Egmond aan Zee)
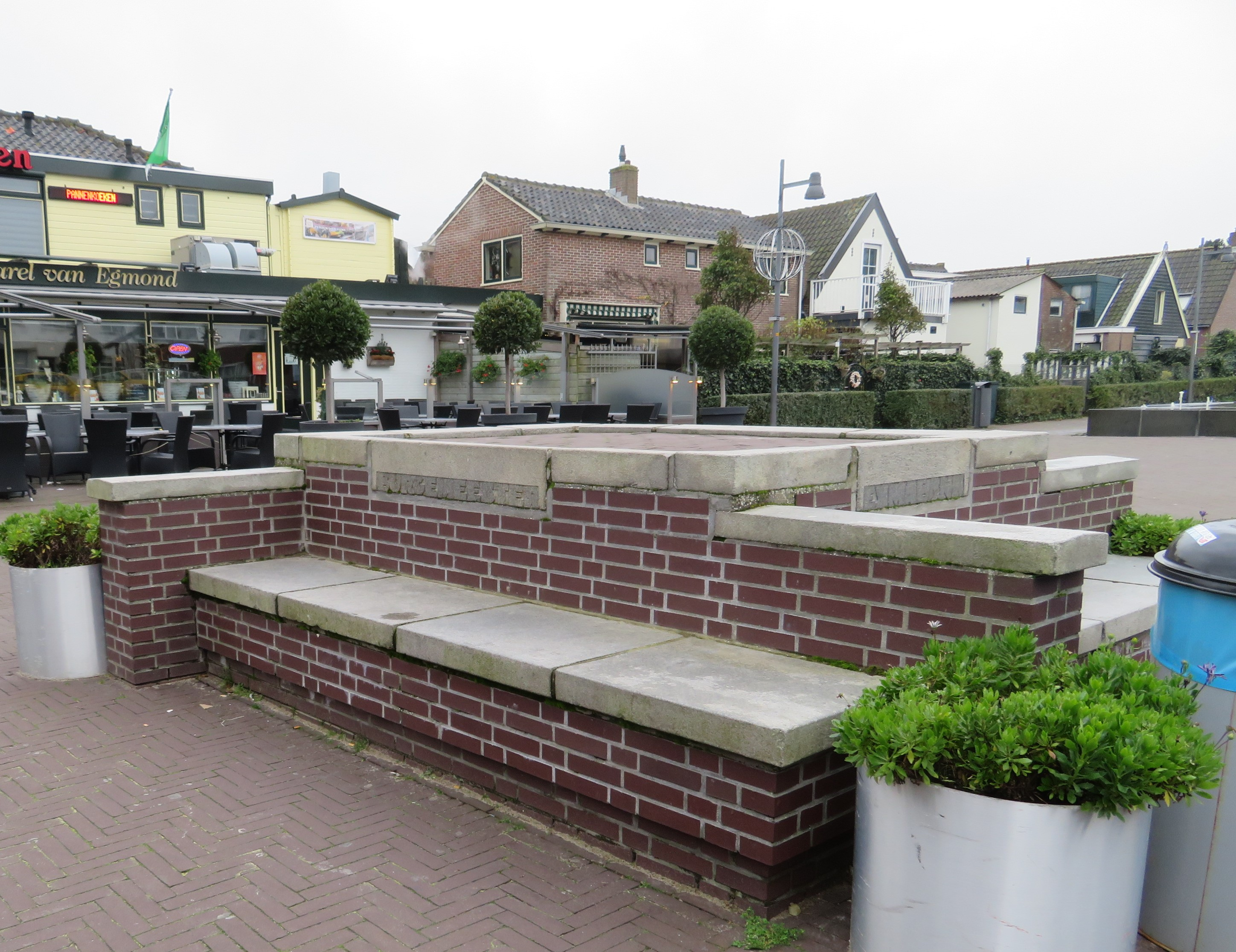
Burgemeester Eymabank, op het Burgemeester Eymaplein in Egmond aan Zee. Opschrift: Burgemeester Eymabank, 12 mei – 1935, 1910-1935. (bron: Marion Golsteijn)